# Етопозид
Етопозид (англ. Etoposide, лат. Etoposidum) — напівсинтетичний цитостатичний лікарський засіб, який за своїм походженням є похідним подофіллотоксину — неалкалоїдного токсину кореневища Podophyllum peltatum (або дикої мандрагори). Етопозид застосовується як внутрішньовенно, так і перорально. Етопозид уперше синтезований у 1966 році, та мав початкову кодову назву VP-16 (за прізвищем одного із дослідників — швейцарського вченого фон Варбунга (нім. Von Wartbung) та друга буква — від подофіллотоксин), та уперше схвалений FDA у 1983 році.

## Фармакологічні властивості

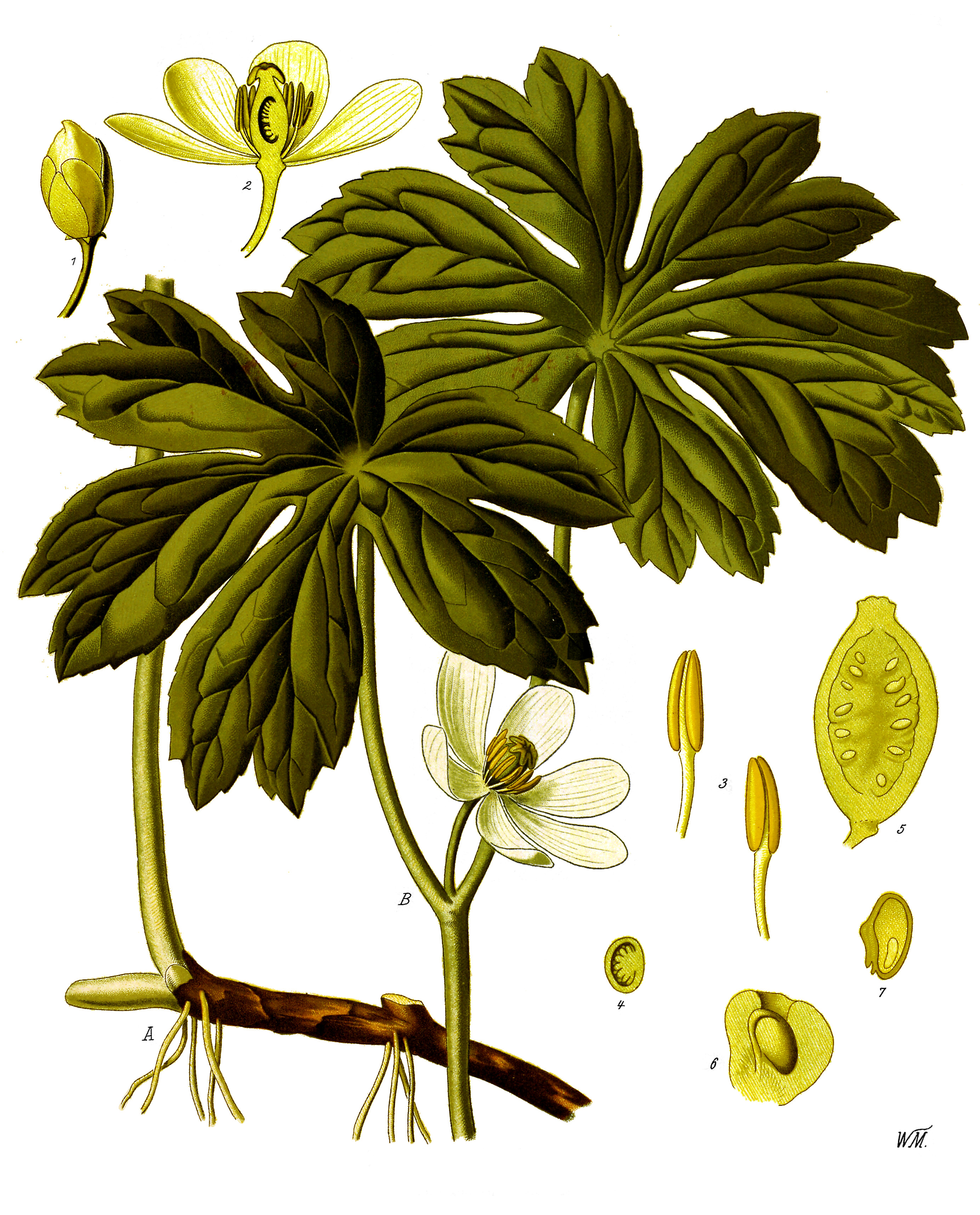
Подофілл (дика мандрагора, Podophyllum peltatum), джерело для синтезу етопозиду.

Етопозид — напівсинтетичний лікарський засіб, який отримується з кореневища Podophyllum peltatum. Механізм дії препарату полягає в інгібуванні ферменту топоізомерази ІІ, яка необхідна для реплікації ДНК, транскрипції РНК та завершення мітозу. Застосування препарату призводить до інгібування мітозу та блокування клітин у S-G2-інтерфазі клітинного циклу, наслідком чого є розрив дволанцюжкової спіралі ДНК та загибель клітин. Оскільки мітотична активність більш виражена у клітин, які швидко ростуть, то етопозид більш активний до клітин злоякісних пухлин. Етопозид застосовується у складі комбінованої терапії для лікування різних видів раку легень, раку шлунка, раку молочної залози (у тому числі з метастатичним ураженням печінки та плеври), раку яєчника, пухлинах яєчка, хоріокарциномі, мезотеліоми, саркоми Капоші, саркоми Юїнга, нейробластомі, лімфогранулематозі та неходжкінських лімфомах та деяких видах лейкозів (разом із рубоміцином, вінкристином, цитозинарабінозидом або тіогуаніном і доксорубіцином). Проводяться дослідження щодо ефективності етопозиду для профілактики реакції відторгнення трансплантату при трансплантації органів.

### Фармакокінетика
Етопозид швидко всмоктується після перорального застосування, біодоступність препарату при пероральному застосуванні становить у середньому 50 % (варіює від 25 до 75 %), при внутрішньовенному застосуванні біодоступність становить 100 %. Етопозид майже повністю (на 97 %) зв'язується з білками плазми крові. Препарат погано проникає через гематоенцефалічний бар'єр. Етопозид проникає через плацентарний бар'єр та виділяється в грудне молоко. Метаболізується препарат частково в печінці із утворенням переважно неактивних метаболітів. Виводиться етопозид із організму переважно із сечею у незміненому вигляді, частина препарату (до 16 %) виводиться з фекаліями, незначна частина (до 6 %) виводиться із жовчю. Період напіввиведення етопозиду в першій фазі становить 0,6—2 години, в термінальній фазі 5,3—10,8 годин (в середньому 7 годин). При порушенні функції печінки або нирок час напіввиведення препарату збільшується.

## Показання
Етопозид застосовується для лікування раку яєчника, раку молочної залози, раку легень, раку шлунка, пухлинах яєчка, хоріокарциномі, мезотеліоми, саркоми Капоші, саркоми Юїнга, нейробластомі, лімфогранулематозі та неходжкінських лімфомах та лейкозах.

## Побічна дія
При застосуванні етопозиду побічні ефекти спостерігаються досить часто, найчастішими побічними ефектами препарату є:
- Алергічні реакції та з боку шкірних покривів — висипання на шкірі, гарячка, задишка, бронхоспазм, алопеція, анафілактичний шок, синдром Стівенса-Джонсона.
- З боку травної системи — нудота, блювання, діарея, стоматит, зниження апетиту, порушення функції печінки.
- З боку нервової системи та опорно-рухового апарату — підвищена втомлюваність, сонливість, ураження периферичної нервової системи, неврит зорового нерва.
- З боку серцево-судинної системи — артеріальна гіпотензія, тахікардія, зрідка артеріальна гіпертензія.
- З боку сечостатевої системи — азооспермія, аменорея.
- Зміни в лабораторних аналізах — анемія, тромбоцитопенія, лейкопенія, нейтропенія, підвищення рівня сечової кислоти в крові, метаболічний ацидоз, підвищення рівня активності ферментів печінки в крові.

При застосуванні етопозиду також можливий мутагенний та тератогенний ефект, а також збільшення ризику виникнення злоякісних пухлин (у тому числі лейкозів).

## Протипокази
Етопозид протипоказаний при підвищеній чутливості до препарату, при вираженому пригніченні функції кісткового мозку, виражених порушеннях функції печінки або нирок, дітям у віці менше 2 років, вагітності та годуванні грудьми.

## Форми випуску
Етопозид випускається у вигляді желатинових капсул по 0,025; 0,05 та 0,01 г; концентрату для приготування розчину для внутрішньовенних інфузій у флаконах по 20 мг/мл по 2,5; 5; 10; 20; 25 та 50 мл; в ампулах по 5 мл; у флаконах для ін'єкцій по 0,1; 0,5 та 1 г.